# Francisca Crovetto
Francisca Valeria Crovetto Chadid (Santiago del Cile, 27 aprile 1990) è una tiratrice a volo cilena, specializzata nello skeet.
Crovetto si è laureata campionessa olimpica a Parigi 2024, il primo oro olimpico per il Cile da Atene 2004 ed il terzo della storia, nonché il primo vinto da una donna.
Dopo aver superato le qualificazioni con il quinto punteggio, ha condotto la finale a sei a partire dalla seconda serie, prima di commettere due errori alla sesta e subire la rimonta di Amber Rutter. Allo shoot-off di spareggio la cilena ha battuto la britannica per 7 piattelli colpiti a 6.
Crovetto aveva partecipato alle precedenti tre edizioni dei Giochi olimpici classificandosi ottava a Londra 2012, diciannovesima a Rio de Janeiro 2016 e ventitreesima a Tokyo 2020, dove era anche stata scelta come portabandiera per la cerimonia inaugurale insieme al velista Marco Grimalt.

## Palmarès
- Giochi olimpici

Parigi 2024: oro nello skeet.
- Giochi panamericani

Guadalajara 2011: argento nello skeet.
Toronto 2015: bronzo nello skeet.
Lima 2019: argento nello skeet.
Santiago del Cile 2023: oro nello skeet.
- Giochi sudamericani

Medellin 2010: oro nello skeet.
Santiago del Cile 2014: argento nello skeet.
Cochabamba 2018: bronzo nello skeet.
Asunción 2022: argento nello skeet.
- Giochi bolivariani

Trujillo 2013: oro nello skeet.
Santa Marta 2017: oro nello skeet.